# Az elveszett dimenzió
Az elveszett dimenzió (eredeti cím: The Sparticle Mystery) angol televíziós filmsorozat, amelyet még készítenek. Már két évad elkészült, az első évadot 2011-ben mutatták be.

## Ismertető
Minden felnőtt eltűnt, így az egész város a gyerekeké. Szükség van mindenkinek az ügyességére, bátorságára és az okosságára az életben maradáshoz. Azt hogy hová tűntek, azt a gyerekeknek kell kideríteni. 6-an vállalkoztak arra hogy visszahozzák a felnőtteket és minden a régi lesz. De talán visszajönnek a felnőttek?

## Szereplők

### Főszereplők
- Kat (1. évad) - Gulás Fanni
- Sadiq (1-2. évad) - Dene Tamás
- Reese (1-2. évad)
- Tia (1-2. évad) - Tamási Nikolett
- Jordan (1. évad) - Bori Ádám András
- Liam (1-2. évad) - Straub Norbert
- Frankie (1-2. évad)
- Ami (1. évad) - Glósz András
- Jeffrey (1-2. évad) - Ungvári Gergely
- Holly (1-2. évad)
- Selena (2. évad)
- Rocky (2. évad)
- Callum (1-2. évad) - Penke Bence

## Mellékszereplők
- Fizzy (1-2. évad)
- Muna (1-2. évad)
- Anita (1. évad)
- Végnam Dóra (1-2. évad)

## Epizódok

### 1. évad
1. Az eltűnés
2. A támadás
3. Az üzenet
4. A küldetés
5. A vidámpark
6. A nagy fagy
7. A víziháború
8. A fölöslegesek
9. Fosztogatók
10. A bunker
11. Veszélyes zóna
12. Vészhelyzet
13. A Sparticle Program

### 2. évad
1. Kőfej